# LaTonya Johnson
LaTonya Johnson (Winchester, 17 agosto 1975) è un'ex cestista statunitense, professionista nella WNBA.

## Carriera
È stata selezionata dalle Utah Starzz al terzo giro del Draft WNBA 1998 (21ª scelta assoluta).